# Liste der Kulturdenkmale in der Ostvorstadt (Bautzen)

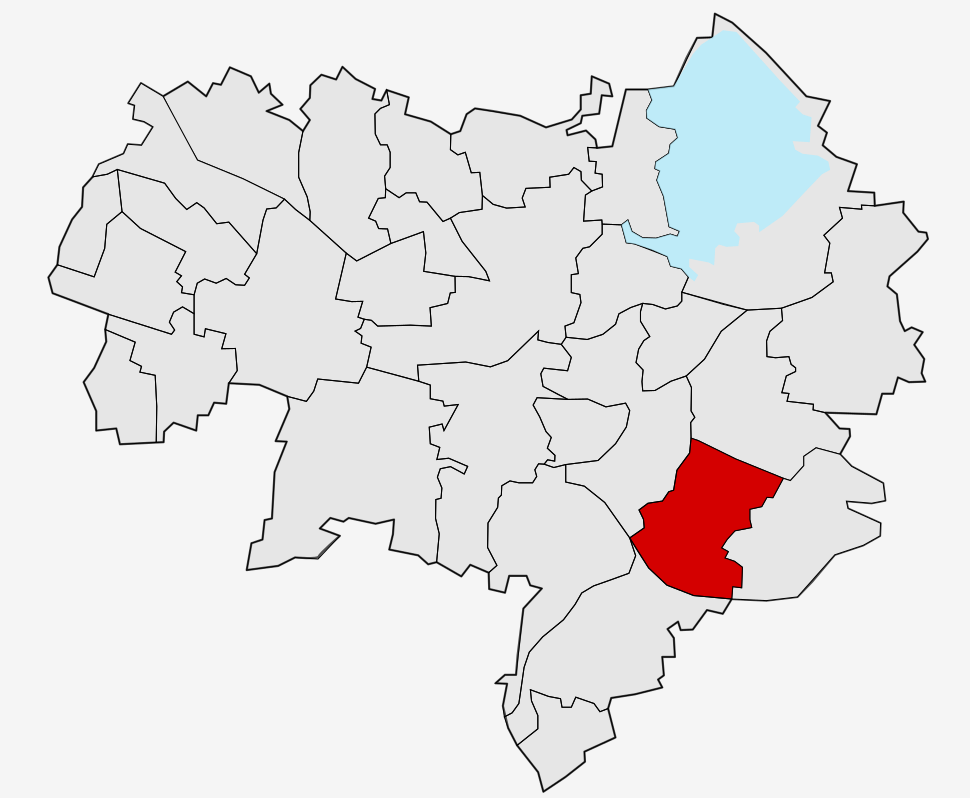
Lage der Ostvorstadt in Bautzen

In der Liste der Kulturdenkmale in der Ostvorstadt sind die Kulturdenkmale der Bautzener Ostvorstadt  verzeichnet, die bis März 2018 vom Landesamt für Denkmalpflege Sachsen erfasst wurden (ohne archäologische Kulturdenkmale). Die Anmerkungen sind zu beachten.

## Liste der Kulturdenkmale in Ostvorstadt (Bautzen)
| Bild                                    | Bezeichnung | Lage                                                                                    | Datierung | Beschreibung | ID       |
| --------------------------------------- | --- | --------------------------------------------------------------------------------------- | --- | --- | -------- |
| Direkt Bild zu diesem Denkmal hochladen | Wohn- und Geschäftshaus mit Anbau, in Ecklage | Beethovenstraße 32 (Karte)                                                              | 1922 | Baugeschichtlich und straßenbildprägend von Bedeutung; Mansarddach; quadratischer Holzbalkon, Seitenbalkons; originale Fenster und Geschäftsfenster; Figurenrelief an Vorderfront (Merkur); Putzornamentik | 09250447 |
| Direkt Bild zu diesem Denkmal hochladen | Zwei Wohnhäuser, Scheune und Seitengebäude eines Vierseithofes, mit Einfriedung | Czornebohstraße 3 (Karte)                                                               | Bezeichnet mit 1832 (Bauernhaus); nach 1832 (Bauernhaus); um 1850 (Seitengebäude und Einfriedung); bezeichnet mit 1870 (Scheune) | Baugeschichtlich und wirtschaftsgeschichtlich von Bedeutung, ein Wohngebäude und Scheunen modernisiert, zweites Wohngebäude fast original, Türportal mit darüberliegender Tafel (bezeichnet mit „1832 – PTL“), Krüppelwalmdach, Scheune bezeichnet mit „1870 – BSM“ | 09251328 |
| Direkt Bild zu diesem Denkmal hochladen | Zwei Scheunen eines ehemaligen Dreiseithofes | Czornebohstraße 6 (Karte)                                                               | Um 1880 | Wirtschaftsgeschichtlich von Bedeutung | 09251330 |
| Direkt Bild zu diesem Denkmal hochladen | Wohnhaus, Remise, Scheune und Stall eines Vierseithofes | Czornebohstraße 10, 12 (Karte)                                                          | 1805/1806 (Wohnhaus); um 1850/1870 (Scheune); um 1900 (Remisengebäude)                                                           | Baugeschichtlich und wirtschaftsgeschichtlich von Bedeutung. Nach vier Seiten geschlossene Hofanlage, in ihrer Struktur erhalten, einzelne Gebäude auch hinsichtlich Kubatur und Proportionen zu großen Teilen unverändert erhalten, nach Sanierung (ohne Denkmalschutzgenehmigung) zum Teil in äußerem Erscheinungsbild verändert, aber keine tiefgreifenden Eingriffe in Substanz, so dass Denkmaleigenschaft erhalten bleibt. | 09251327 |
| Direkt Bild zu diesem Denkmal hochladen | Villa mit Villengarten (Gartendenkmal) und Resten der originalen Einfriedung | Czornebohstraße 18 (Karte)                                                              | Um 1900 (Villa); Anfang 20. Jahrhundert (Villengarten)                                                                           | Baugeschichtlich, gartenkünstlerisch und landschaftsgestaltend von Bedeutung. Mittelbetonung des Baukörpers durch Dreiecksgiebel; seitlicher Treppenaufgang, originale Eingangstür, darüber Erker mit rundbogigem Fenster; im Portal Schlussstein; über Erker Balkon; seitlich Balkon mit originalem Geländer (bezeichnet mit R). | 09251349 |
| Direkt Bild zu diesem Denkmal hochladen | Wohnhaus mit Einfriedung, in offener Bebauung | Czornebohstraße 21 (Karte)                                                              | Um 1900/1910 | Baugeschichtlich von Bedeutung, Mittelbetonung durch Natursteinsockel, Balkons, Rundgiebel, Mansardgeschoss, Putzgliederung im ersten Obergeschoss, Sims | 09251331 |
| Direkt Bild zu diesem Denkmal hochladen | Wohnhaus im Heimatstil, in offener Bebauung | Czornebohstraße 26 (Karte)                                                              | Um 1920/1925 | Baugeschichtlich von Bedeutung, Klinkersockel, Treppenaufgang, Klinkerportal, Betonung des Erdgeschosses durch Holzfensterläden | 09251351 |
| Direkt Bild zu diesem Denkmal hochladen | Wohnhaus in offener Bebauung | Czornebohstraße 31 (Karte)                                                              | 1910/1912 | Baugeschichtlich von Bedeutung, asymmetrischer Baukörper mit seitlichem Erker, darauf Turm, Seitenbetonung durch vorgezogenen Baukörper mit erkerartigem Fenster im ersten Obergeschoss, darüber Dreiecksgiebel, reiche Dachlandschaft, gestufte Treppenfenster, originale Tür | 09251333 |
| Direkt Bild zu diesem Denkmal hochladen | Wohnhaus mit Einfriedung, in offener Bebauung | Czornebohstraße 33 (Karte)                                                              | Um 1885/1890 | Baugeschichtlich von Bedeutung, symmetrischer Baukörper, Mittelrisalit, Betonung der Mittelfenster durch Dreiecksgiebelbekrönung, Voluten an allen Fenstern, Giebel mit Okulus, Tür und Treppengeländer original, bei Rekonstruktion zu beachten: früher wahrscheinlich Eckquaderung und Simse | 09251334 |
| Weitere Bilder                          | Wasserwerk mit Sammelbrunnen sowie dahinter Trinkwasseraufbereitungsanlage im Stil der Neuen Sachlichkeit | Czornebohstraße 69 (Karte)                                                              | Bezeichnet mit 1893 (Wasserwerk); 1949/50 (Trinkwasser-aufbereitungsanlage)                                                      | Baugeschichtlich und technikgeschichtlich von Bedeutung. - Wasserwerk: Naturstein, symmetrischer Baukörper; Erdgeschoss ehemals technisch genutzt; große Raumhöhe; großes Tor, hohe Fenster, bekrönte Säulen; Betonung der Ecken und der Mitte durch Risalite, Portal bekrönt mit Schlussstein, darüber rundbogiges Zwillingsfenster (über diesem eingefasste Bezeichnung des Werkes, darüber Wappen, Bekrönung), Seitenbetonung durch ovale Okuli; schlankes, rundbogiges Fenster; spitze Turmdächer mit Kugelbekrönungen, erstes Obergeschoss durch gelb-rote Klinker gegliedert - Sammelbrunnen: Rundbau (roter Klinker) im Stil des Wasserwerkes; rundbogiges Türportal mit Schlussstein - Trinkwasseraufbereitungsanlage von 1949 gut erhaltener Bau im Stil der Neuen Sachlichkeit, von exemplarischem Wert | 09251337 |
| Direkt Bild zu diesem Denkmal hochladen | Wegesäule | Czornebohstraße 69 (vor) (Karte)                                                        | 2. Hälfte 19. Jahrhundert | Wegesäule aus Granit auf quadratischem Sockel, darüber Schaft mit abgefasten Kanten sowie ein kubischer Aufbau mit Nische in einer Seitenfläche und dachartigem Abschluss, ggf. vorhandene Beschriftungen oder Beschriftungstafeln nicht erhalten. Als Zeugnis der verkehrstechnischen Erschließung des ländlichen Raumes von verkehrsgeschichtlicher Bedeutung. | 09251338 |
| Direkt Bild zu diesem Denkmal hochladen | Naturpark / Ehemaliger Gasthof | Czornebohstraße 80 (Karte)                                                              | Ende 19. Jahrhundert | Teilweise Fachwerk, baugeschichtlich und ortsgeschichtlich von Bedeutung; asymmetrischer Baukörper, teilweise Fachwerk; Vorhäuschen (Fachwerk) überdacht; rückseitig Terrasse und Saalanbau, zum Teil verbrettert | 09251339 |
| Direkt Bild zu diesem Denkmal hochladen | Gartenstadtsiedlung / Reihenhaus mit Vorgarten, Teil der Wohnsiedlung der Gartenstadt-Genossenschaft | Damaschkestraße 13, 15, 17, 19 (Karte)                                                  | Um 1920 | Baugeschichtlich und sozialgeschichtlich von Bedeutung, symmetrische Baukörper, Seiten durch Giebel betont, spitze Giebel | 09251322 |
| Direkt Bild zu diesem Denkmal hochladen | Offizierskasino der ehemaligen Barbarakaserne | Dr.-Salvador-Allende-Straße 50a, 50b (Karte)                                            | Um 1910 | Mit neobarockem Baukörper und -ornament, baugeschichtlich und ortsgeschichtlich von Bedeutung, zweigeschossiger Bau mit zwei ausgeprägten Seitenrisaliten (Krüppelmansarddach bzw. Mansarddach), Putzlisenen-Kolossalordnung, Putzspiegel, im Giebel barockisierendes Stuckrelief, teilweise Zahnschnitt-Fensterbekrönung, Fledermausgaupe, neue Biberschwanzdeckung | 09250425 |
| Direkt Bild zu diesem Denkmal hochladen | Andena (Sachgesamtheit) | Erich-Weinert-Straße 31 (Karte)                                                         | 1966–1980 | Sachgesamtheit Andena mit folgenden Einzeldenkmalen: ehemalige Gaststätte mit drei Wandgestaltungen (Gesang an den chilenischen Frühling) von Hernando León und Skulptur von Horst Weiße (siehe Obj. 09221751) sowie gestaltete Platzanlage in halbrunder Form; zeittypische Wohngebietsgaststätte mit gestalterischem Ausdruck, geschichtlichem, künstlerischem und städtebaulichem Wert | 09301042 |
| Direkt Bild zu diesem Denkmal hochladen | Ehemalige Gaststätte mit drei Wandgestaltungen (Gesang an den chilenischen Frühling) von Hernando León und Skulptur von Horst Weiße (Einzeldenkmale zu ID-Nr. 09301042) | Erich-Weinert-Straße 31 (Karte)                                                         | 1966 (Gaststätte); 1966–1980 (Wand- und Deckenbild); 1980 (Bildwerk)                                                             | Einzeldenkmale der Sachgesamtheit Andena; zeittypische Wohngebietsgaststätte mit gestalterischem Ausdruck, geschichtlichem, künstlerischem und städtebaulichem Wert. Komplex mit hohem Authentizitätsgrad; Gaststätte als eingeschossiger Flachbau mit Balkon, drei Wandgestaltungen (baugebundene Kunst) von Hernando Leon (VBK-DDR) bestehen aus bemalten Keramikplatten, Natursteinmosaik und Kratzputz. Abmessungen ca. 70 m², Auftragswerk des Rates des Bezirkes Dresden. Skulptur außerhalb der gestalteten Freifläche stehend, Flammensymbol, Porphyr, Höhe 3,50 m vom Künstler Horst Weiße (VBK-DDR), 1980 als Auftragswerk für Rat des Kreises entstanden. Wertschätzung des Ensembles ablesbar an Publikationen. | 09221751 |
| Direkt Bild zu diesem Denkmal hochladen | Wohnhaus im Heimatstil mit Anbau | Grubditzer Weg 23 (Karte)                                                               | 1938/1939 | Baugeschichtlich von Bedeutung; mit tiefgezogenem Dach; seitlich rundbogiger, zurückliegender Eingang; Fensterläden; Krüppelwalm, seitlich Schleppgaupe | 09250249 |
| Weitere Bilder                          | Friedrich-August-Kaserne / Husarenkaserne (Sachgesamtheit) | Käthe-Kollwitz-Straße 15, 17 (Löhrstraße 33) (Karte)                                    | Bezeichnet mit 1906–1910 | Sachgesamtheit Friedrich-August-Kaserne / Husarenkaserne, Kasernenkomplex mit folgenden Einzeldenkmalen: Familienhaus, drei Mannschaftshäuser, Kammergebäude, fünf Stallgebäude, ein Reithaus, Beschlaghaus, Krankenstall sowie Einfriedung (ein Mannschaftshaus Käthe-Kollwitz-Straße 15, alle anderen Gebäude Käthe-Kollwitz-Straße 17), Offizierskasino (Löhrstraße 33) mit rückwärtigen Garten als Nebenanlage sowie die gärtnerisch gestaltete (Vorgarten)-Anlage parallel zur Käthe-Kollwitz-Straße und der Exerzierplatz mit Baumbestand als Nebenanlagen (siehe Einzeldenkmalliste Obj. 09302655), dazu das Reithaus 2 als Sachgesamtheitsteil, daneben Transformatorenhaus, dreigeschossiger Bau mit Flachdach auf Exerzierplatz, große Halle mit Anbau und technischer Zweckbau auf Reitplatz [Störelemente]; weitgehend authentisch erhalten, bau- und militärgeschichtliche Bedeutung (heute Behördenzentrum) | 09250135 |
| Weitere Bilder                          | Familienhaus, drei Mannschaftshäuser, Kammergebäude, fünf Stallgebäude, ein Reithaus, Beschlaghaus, Krankenstall sowie Einfriedung (ein Mannschaftshaus Käthe-Kollwitz-Straße 15, alle anderen Gebäude Käthe-Kollwitz-Straße 17) sowie die gärtnerisch gestaltete (Vorgarten)-Anlage parallel zur Käthe-Kollwitz-Straße und der Exerzierplatz mit Baumbestand als Nebenanlagen (Einzeldenkmale zu ID-Nr. 09250135) | Käthe-Kollwitz-Straße 15, 17 (Karte)                                                    | 1906–1910 (Kasernenbestandteil und Einfriedung); bezeichnet mit 1906–1910 (Pferdestall)                                          | Einzeldenkmale der Sachgesamtheit Friedrich-August-Kaserne / Husarenkaserne; weitgehend authentisch erhalten, bau- und militärgeschichtliche Bedeutung (heute Behördenzentrum); ein Mannschaftshaus Käthe-Kollwitz-Straße 15, alle anderen Gebäude Käthe-Kollwitz-Straße 17. Einfriedung teilweise als Klinkermauer bzw. mit schmiedeeisernen, erbauungszeitlich original erhaltenen Zaunsfeldern und mehreren gemauerten und verputzten Pfeilern und Toren, breite, teilweise gestaltete Grünflächen zwischen Einfriedung und den einzelnen Kasernengebäuden, Granitstreifen und Platanenallee parallel zur Käthe-Kollwitz-Straße. | 09302655 |
|                                         | Wohnhaus, in der Mitte Werkstatt | Löbauer Straße 59a (Karte)                                                              | 1927 | Straßenbildprägend von Bedeutung, Wohnhaus mit Mittelbetonung | 09250449 |
|                                         | Offizierskasino mit rückwärtigem Garten als Nebenanlage (Einzeldenkmal zu ID-Nr. 09250135) | Löhrstraße 33 (Karte)                                                                   | Bezeichnet mit 1906–1910 | Einzeldenkmal der Sachgesamtheit Friedrich-August-Kaserne / Husarenkaserne; weitgehend authentisch erhalten, bau- und militärgeschichtliche Bedeutung (heute Behördenzentrum) | 09302655 |
| Direkt Bild zu diesem Denkmal hochladen | Wohnhaus, baulich verbunden mit Paul-Neck-Straße 15 | Mozartstraße 2 (Karte)                                                                  | Um 1920 | Ehemaliges Postbeamtenwohnhaus, baugeschichtlich und sozialgeschichtlich von Bedeutung, U-Form, mit Gaupen und Dacherkern | 09250428 |
| Direkt Bild zu diesem Denkmal hochladen | Doppelwohnhaus in offener Bebauung | Paul-Neck-Straße 5, 7 (Karte)                                                           | Um 1910 | Baugeschichtlich und sozialgeschichtlich von Bedeutung, Mittelbetonung durch Giebel und Seitenbetonung (Giebel über Eingangspforten), Mansardgeschoss | 09250424 |
| Direkt Bild zu diesem Denkmal hochladen | Doppelwohnhaus | Paul-Neck-Straße 9, 11 (Karte)                                                          | Um 1910 | Baugeschichtlich und sozialgeschichtlich von Bedeutung, mit Dachausbau (Gauben, Dacherker) | 09250426 |
| Direkt Bild zu diesem Denkmal hochladen | Wohnhaus, baulich verbunden mit Mozartstraße 2 | Paul-Neck-Straße 15 (Karte)                                                             | Um 1920 | Ehemaliges Postbeamtenwohnhaus, baugeschichtlich und sozialgeschichtlich von Bedeutung, U-Form, Gauben und Dacherker | 09250429 |
| Direkt Bild zu diesem Denkmal hochladen | Doppelwohnhaus mit originaler Einfriedung | Paul-Neck-Straße 17, 19 (Karte)                                                         | Um 1920 | Ehemaliges Postbeamtenwohnhaus, baugeschichtlich und sozialgeschichtlich von Bedeutung, Dachausbau, symmetrische Fassadengestaltung, seitlich Balkons, Mittelbetonung durch Giebel | 09250433 |
| Direkt Bild zu diesem Denkmal hochladen | Unterkunftsgebäude der Barbarakaserne (Artillerie) | Paul-Neck-Straße 123, 125, 127, 129, 131, 131a, 133, 133a, 135, 135a, 137, 137a (Karte) | 1912/1913 | Ortsgeschichtlich von Bedeutung. Sämtliche Gebäude waren massive Putzbauten mit rotem Ziegel-Doppeldach. Ausnahmen bildeten lediglich der Krümperfahrzeug- und der Handwagenschuppen, die aus Fachwerk bestanden. | 09250358 |
| Direkt Bild zu diesem Denkmal hochladen | Verwaltungsgebäude und Internat einer Schule (Berufsbildungszentrum) | Schafbergstraße (Hauptanschrift: Löbauer Straße 77) (Karte)                             | Um 1950 | Baugeschichtlich und ortsgeschichtlich von Bedeutung, heute Berufsbildungszentrum für Technik, alle Gebäude außer Verwaltungsbau mit steinernem Treppenaufgang und Figur sowie Internat wurden 2007 aus der Denkmalliste wegen gravierender Veränderungen gestrichen | 09250440 |
| Direkt Bild zu diesem Denkmal hochladen | Gartenhäuschen | Thrombergstraße 27 (Karte)                                                              | Um 1912 | Baugeschichtlich von Bedeutung, Gartenhäuschen mit originalem Putz, Holzverzierung unter dem Dach, Putzgliederung | 09250247 |

## Streichungen von der Denkmalliste
| Bild                                    | Bezeichnung                                                                      | Lage                                             | Datierung           | Beschreibung | ID       |
| --------------------------------------- | -------------------------------------------------------------------------------- | ------------------------------------------------ | ------------------- | --- | -------- |
| Direkt Bild zu diesem Denkmal hochladen | Zwei kongruente Doppel-Wohnhäuser, verbunden durch Torbau                        | Dr.-Salvador-Allende-Straße 6, 8, 10, 12 (Karte) | Laut Auskunft 1926  | Weitgehend im ursprünglichen Aussehen erhaltener Kopfbau einer Siedlung, sozialgeschichtlich und städtebaulich von Bedeutung; nach 2014 von der Denkmalliste gestrichen | 09250243 |
| Direkt Bild zu diesem Denkmal hochladen | Verwaltungsgebäude in offener Bebauung, zum Kläranlagengelände gehörend          | Schreberweg 14 (Karte)                           | Um 1910/1915        | Sozialgeschichtlich von Bedeutung; vor 2008 abgerissen. Einetagiges, asymmetrisches Gebäude mit reicher Dachlandschaft, Mansarddach. | 09251335 |
| Direkt Bild zu diesem Denkmal hochladen | Stattliches Wohngebäude eines Großbauern als Teil eines ehemaligen Dreiseithofes | Thrombergstraße 1 (Karte)                        | Bezeichnet mit 1867 | Baugeschichtliche Bedeutung; zwischen 2008 und 2014 abgerissen und durch Neubau ersetzt. Inschrift: „Gott segne dieses Haus und alle, die darin wohnen, ... wenden Schäden und ... Ihm sei Preis und Ehr immerdar. Abgebrannt 11. Okt. 1866. Aufgebaut im Jahre 1867. Johann August Barth“; Wohnhaus mit originaler Kubatur und Proportionen, profilierte Granitgewände bei allen Fenstern, rückseitiger Eingang mit Sandstein-Inschrifttafel über dem Portal, Straßenfassade mit hölzernem Eingangsvorbau (laut Aussage des Verwalters des Gebäudes soll dort schon ursprünglich ein solcher Holzvorbau existiert haben, jetziger ist später Nachbau). Sockelgeschoss mit liegenden Kellerfenstern (zweigeteilt mit vertikalen Eisenstäben und Granitrahmungen), Drempelfenster (halbrund) mit geputzten Faschen, im Keller eine Tonne, ansonsten gerade Decken, zum Zeitpunkt der Besichtigung (26. Februar 2009) guter Erhaltungszustand außer einem erheblichen Schaden im Dach, der weitere Nässeschäden nach sich zieht, innen Granittreppen, im Eingangsbereich und gesamten Erdgeschossflur rechteckige Granitplatten-Fußbodenausstattung; Abbruchgenehmigung vom 16. September 2010. | 09251324 |

## Tabellenlegende
- Bild: Bild des Kulturdenkmals, ggf. zusätzlich mit einem Link zu weiteren Fotos des Kulturdenkmals im Medienarchiv Wikimedia Commons. Wenn man auf das Kamerasymbol klickt, können Fotos zu Kulturdenkmalen aus dieser Liste hochgeladen werden:
- Bezeichnung: Denkmalgeschützte Objekte und ggf. Bauwerksname des Kulturdenkmals
- Lage: Straßenname und Hausnummer oder Flurstücknummer des Kulturdenkmals. Die Grundsortierung der Liste erfolgt nach dieser Adresse. Der Link (Karte) führt zu verschiedenen Kartendiensten mit der Position des Kulturdenkmals. Fehlt dieser Link, wurden die Koordinaten noch nicht eingetragen. Sind diese bekannt, können sie über ein Tool mit einer Kartenansicht einfach nachgetragen werden. In dieser Kartenansicht sind Kulturdenkmale ohne Koordinaten mit einem roten bzw. orangen Marker dargestellt und können durch Verschieben auf die richtige Position in der Karte mit Koordinaten versehen werden. Kulturdenkmale ohne Bild sind an einem blauen bzw. roten Marker erkennbar.
- Datierung: Baubeginn, Fertigstellung, Datum der Erstnennung oder grobe zeitliche Einordnung entsprechend des Eintrags in der sächsischen Denkmaldatenbank
- Beschreibung: Kurzcharakteristik des Kulturdenkmals entsprechend des Eintrags in der sächsischen Denkmaldatenbank, ggf. ergänzt durch die dort nur selten veröffentlichten Erfassungstexte oder zusätzliche Informationen
- ID: Vom Landesamt für Denkmalpflege Sachsen vergebene, das Kulturdenkmal eindeutig identifizierende Objekt-Nummer. Der Link führt zum PDF-Denkmaldokument des Landesamtes für Denkmalpflege Sachsen. Bei ehemaligen Kulturdenkmalen können die Objektnummern unbekannt sein und deshalb fehlen bzw. die Links von aus der Datenbank entfernten Objektnummern ins Leere führen. Ein ggf. vorhandenes Icon  führt zu den Angaben des Kulturdenkmals bei Wikidata.

## Ausführliche Denkmaltexte
1. ↑  Beschreibung des Gartendenkmals Czornebohstraße 18 (Silke Epple, 27. August 2008):
  - Bauliche Schutzgüter:
    - Gebäude: Villa (Einzeldenkmal) aus der Jahrhundertwende 19./20. Jahrhundert
    - Einfriedung: Ziergitter-Zaun zur Czornebohstraße

  - Erschließung:
    - Zugang: Zufahrt mit zweiflügligem Ziergitter-Tor (neu) und Zugang mit einflügligem Ziergitter-Tor (neu) von der Czornebohstraße
    - Wegesystem: Zufahrtsweg mit Schotterdecke, Zugangsweg mit Mosaikpflaster aus Granit, Gartenwege mit wassergebundener Decke und Granitkante
      - im Vorgarten: Wege mit wassergebundener Decke und Steineinfassung, Nord-Süd-Weg mit platzartiger Erweiterung und Ost-West-Weg mit Sitzplatz im Osten an der nördlichen Grundstücksgrenze
      - im hinteren Garten: Wegesystem symmetrisch auf die Mittelachse der Villa bezogen, Nord-Süd-Weg von der Villa im Norden ausgehend erweitert sich im Zentrum des Gartens zu einem kleinen Platz von dem dann je ein Weg nach Osten, Südosten, Südwesten und Westen abzweigt, Südost- und Südwest-Weg treffen im südlichen Drittel des Gartens auf einen von Osten nach Westen verlaufenden Querweg, im leichten Bogen verlaufende Nord-Süd-Wege an den Grundstücksgrenzen

  - Gartenausstattung: kleeblattförmiges Zierbeet in der Mitte des zentralen Platzes im rückwärtigen Garten
  - Gartenbauten: Erhöhter Sitzplatz mit Sandstein-Mauern in der Nord-Ost-Ecke des Vorgartens, Laubengang entlang des von der Villa ausgehenden Nord-Süd-Weges
  - Wasserelemente: Wasserbecken aus Sandstein im Zentrum der platzartigen Erweiterung im Vorgarten
  - Vegetation:
    - Einzelbäume: Koniferengruppe im Vorgarten, riesige Blut-Buche (Fagus sylvatica f. purpurea) im rückwärtigen Garten, Obstgehölze im südlichen Gartenbereich
    - Hecken und Sträucher: geschnittene Hainbuchen-Hecke (Carpinus betulus) im westlichen Gartenbereich
2. ↑  Wasserwerk Czornebohstraße 69:

1949–1950 Neubau der Trinkwasseraufbereitungsanlage nach WABAG-Patent als eine der dringendsten Nachkriegsmaßnahmen der Stadt; Architekt: Otto Huste, Dresden; terrassenförmig gestaffelter Stahlbetonskelettbau, verputzt, mit prägnanten Traufgesimsen, flachen Walmdächern und stehendem Laternenband auf dem Hauptbau; weitgehend fensterloser Bau, nur südliche Fassadenfronten mit quer- und hoch liegenden Sprossenfenstern und Hauptzugang; Innenräume, von Süden: Pumpenanlage, Filteranlage mit Reinwasserbecken, Absetzbecken (vier Stücke) mit Verdünnungsanlage; im Außenbereich Rostabsetzbecken; 1968–1971 Anbau einer Chlorstation an der südlichen Fassadenfront; 1996 Stilllegung des Wasserwerkes Strehla.

Neben der Alten und Neuen Wasserkunst erstes neuzeitliches und neben dem Wasserwerk Preuschwitz (1912) wichtigstes Wasserwerk der Stadt Bautzen; nutzte Grundwasser, das mittels Heberohrleitungen und Pumpenwerken aus 35 Rohrbrunnen gehoben und zum Hauptsammelbrunnen in die Nähe des Werkes geführt, dort chemisch gereinigt und in Hochbehälter gepumpt wurde (ab 1894, Differential-Zwillings-Plunger-Pumpe mit gesteuerten Ventilen, Antrieb: 50-PS-Gasmotor), dort Speicherung zum Ausgleich der Verbrauchsschwankungen, Erzeugung des Versorgungsdrucks sowie Wasserabgabe über Rohrleitungen an Endverbraucher; Dezember 1892 Bau des Wasserwerkes Strehla beschlossen; bis Oktober 1893 Bau der Rohrbrunnen; 1893/94 Bau des Wasserwerkes und der ersten Rohrteilstrecke bis Dorf Strehla; 1894 Bau der zweiten Rohrteilstrecke von dort bis zur Neusalzaer Straße, Mai des Jahres Inbetriebnahme des Hebewerkes; 1. September 1894 inoffizielle, am 12. Juni 1895 offizielle Übernahme durch die Stadt.

Technische Planung: Civilingenieur Menzner, Leipzig, Oswald Behn, Direktor der städtischen Gas- und Wasserwerke, Bautzen; architektonischer Entwurf: Städtisches Hochbauamt, Stadtbaudirektor Dr. H. Baumgärtel (?) ; Bauausführung: Tiefbauarbeiten: AG für Monier-Bauten, vorm. G. A. Wagner, Dresden, Maurerarbeiten: Baumeister Schneider, Bautzen, Zimmererarbeiten: Traugott Hobjan, Bautzen, Bohrarbeiten: Paul Andrzejewski, Berlin, Pumpstation: Maschinenfabrik Kappel, Chemnitz-Kappel; Eisenrohre: Fabrik, vorm. Goetjes & Schulze, Bautzen.

Kopfbau: eingeschossiger Massivbau mit turmartigen, angeböschtem Eckrisaliten, Rundbogenfenstern und Okuli, klinkerverkleidet mit gelb und rot alternierenden Verblendklinkern, auf Natursteinsockelvollgeschoss; südliches hölzernes Haupttor mit Oberlicht, Sandsteingewände mit flankierenden Kolossalpilastern, bezeichnet mit: „Bautzen/Anno 1893“, im Traufbereich bezeichnet mit: „Wasserwerk“ mit Eckfialen, darüber Zwerchgiebel mit ornamentaler Sandstein-Kartusche; Walmdach mit Zeltdächern über südlichen Eckrisaliten; Okuli auf der Nordseite; Maschinensaal: eingeschossiger Massivbau mit turmartigen, angeböschtem Eckrisaliten, großen Rundbogenfenstern und Okuli, klinkerverkleidet mit gelb und rot alternierenden Verblendklinkern, auf Natursteinsockel; Tragkonstruktion: Eisen mit preußischen Kappen, darüber Flachdach; massive Galerie um Maschinenanlagen; ursprüngliche Nutzung Kopfbau: Erdgeschoss Apparateraum, Expedition (Direktorenraum), Werkstatt (Schlosserei), Lager, im Obergeschoss zwei Maschinistenwohnungen; maschinentechnische Ausstattung mehrfach modernisiert, u. a. Maschinenbestand 1921: zwei Kolbenpumpen (mit Gasmotoren) und zwei elektrische Kreiselpumpen (seit 1915, zum Halten des Wasservorrats im Hochbehälter bei Nacht), das stark eisenhaltige Wasser wurde durch acht nebeneinander stehende Kessel mit je drei verschiedenen Kieselsteinschichten gepresst, um es zu reinigen; 1927/1928 Neubau einer Entsäuerungsanlage nach dem Kalkverfahren durch RIWAG-AG, Duisburg nördlich des Maschinenhauses (kein Denkmal); Sammel- und Pumpbrunnenhaus: massiver Rundbau mit Kegeldach, klinkerverkleidet, mit schmalen Rundbogenfenstern und Lüftungsöffnungen, innen mit kleiner Galerie um zentrale Öffnung, Tiefe: 19,9 m unter OK Gelände; 1949 Einbau neuer Kreiselpumpen; 1996 Stilllegung des Wasserwerkes.
3. ↑  Unterkunftsgebäude der Barbarakaserne:

Bau- und Nutzungsgeschichte:
  - 1891: erste Überlegungen des Königlich-Sächsischen Kriegsministeriums, das 1. Feldartillerie-Regiment Nr. 17 nach Bautzen zu verlegen.
  - 22. Mai 1891: Bautzener Bürgermeister Dr. Käubler / Stadtdirektor Baumgärtel reisten zur Militärbaudirektion nach Dresden, um sich über moderne Kasernenbauten zu informieren. Kriegsministerium veranschlagte Gesamtkosten für eine Artillerie-Kaserne mit 1 Mio. Mark. Kaserne veranschlagt mit 6 ha, zuzüglich 7 ha Übungsgelände. Stadt Bautzen sollte nach der Erbauung die gesamte bauliche Unterhaltung übernehmen. Bis 1893 sollte die Stadt alle Voraussetzungen für einen Kasernenbau schaffen.
  - 14. Oktober 1891: Absage, das Reich kann die Mittel nicht bereitstellen
  - 18. November 1905: Erneuter Versuch des Stadtrates, das Königlich-Sächsische Kriegsministerium für die Verlegung eines Artillerie-Regiments nach Bautzen zu gewinnen. Absage durch das Kriegsministerium.
  - 26. April 1910: Kriegsministerium informiert den Stadtrat zu Überlegungen, ein Feldartillerie-Regiment nach Bautzen zu verlegen.
  - 11. Oktober 1910: Ratsbeschluss zur Schenkung des ausgewählten Bauplatzes an das Kriegsministerium
  - November 1910: Anordnung des Kriegsministeriums, den Entwurf einer Kaserne für ein Feldartillerie-Regiment zu bearbeiten
  - 8. Mai 1912: Vertrag über die rechtliche Überlassung des Grundstückes zwischen der Stadtgemeinde Bautzen und der Intendantur des XII. Armeekorps. Fläche: 7 ha und 78,8 a, später noch 47,9 a von der Stadt zur Verfügung gestellt.
  - Anfang Juli 1911: Bautzener Militärbauamt bekommt vom Kriegsministerium den Auftrag, bis zum 1. Oktober die Bauentwürfe für das gesamte Artilleriekasernement einzureichen
  - 14. Juli 1911: Vorlage der Entwürfe
  - 27. Juli 1911: Genehmigung des Kriegsministeriums zur Erbauung von drei Familienhäusern (Kosten ca. 140000 Mark)
  - 19. August 1911: Kriegsministerium genehmigt den Bau von zwei Mannschaftshäuser (Kosten ca. 614000 Mark), zweier Krümperwagen- und Geräteschuppen (Kosten ca. 19000 Mark), eines Reithauses mit zwei Reitabteilungen (Kosten ca. 70000 Mark) und sechs Batterieställe (Kosten ca. 413000 Mark)
  - Weitere schrittweise Genehmigungen durch das Kriegsministerium: Bau des Stabshauses am 16. Dezember 1911 (Kosten ca. 66000 Mark), eines Schwerkrankenstalles am 19. Januar 1912 (Kosten ca. 16000 Mark), eines Fahrzeug- und Kammergebäudes am 19. April 1912 (Kosten ca. 111000 Mark), einer Offiziers-Speiseanstalt am 7. Juni 1912 (Kosten ca. 90000 Mark), einer Beschlagschmiede sowie Waffenmeister-Werkstatt (Datum ?) (Kosten ca. 30000 Mark). Gesamtkosten für den Bau des Kasernenareals rund 2,341 Mio. Mark.
  - 5. Juli 1912: Kriegsministerium teilt mit, dass das 2. Feldartillerie-Regiment Nr. 28 nicht am 1. Oktober 1913, sondern schon am 1. Juli 1913 nach Bautzen verlegt werden soll. Die Kaserne müsse deshalb bis zum 1. Juli 1913 fertig gestellt sein.
  - 16. Juli 1913: Denkwürdiger Tag für die Garnison Bautzen, neben Infanterie und Kavallerie beherbergte die Stadt nun auch ein Regiment der Artillerie.
  - 17. Juli 1913 Bautzener Nachrichten: 2. Feldartillerie-Regiment Nr. 28 bezieht die neue Kaserne an der Hausenstraße
  - 1. Januar 1914: Artillerie-Kaserne erhält den Namen „Barbara-Kaserne“
  - Während des 1. Weltkrieges diente die Kaserne als Kriegsgefangenenlager
  - Nach dem Krieg: Im Zusammenhang mit der allgemeinen Demobilisierung wurden die Mannschaftsgebäude für allgemeine Wohnzwecke genutzt, dabei wurden in den Mannschaftshäusern teilweise Zwischenwände eingezogen. Die Ställe und anderen Gebäude wurden durch unterschiedliche Gewerke belegt.
  - Mit dem planmäßigen Vorgehen der Nationalsozialisten nach 1933 gewann auch die Kaserne wieder Bedeutung für das Militär. Die Mannschaftsgebäude mussten von den Bewohnern geräumt und wieder für ihre ursprüngliche Funktion hergestellt werden.
  - April 1945: Bei den Kämpfen um die Stadt Bautzen wurden zwei Familienhäuser zerstört und andere Gebäude schwer beschädigt.
  - Unmittelbar nach Kriegsschluss bezogen zunächst sowjetische Soldaten das Kasernenareal. Wie lange genau die sowjetischen Soldaten geblieben sind, ist nicht bekannt.
  - 1948: Nach Entwurf des Stadtbauamtes und nach Abbruchplänen des SMA sollten an beiden Mannschaftsgebäuden rechts und links vom Haupteingang die Mittelteile herausgebrochen werden. Mit diesem Eingriff in die Bausubstanz wollte man bewusst den kasernenartigen Charakter der Gebäude beseitigen. Aus einem Mannschaftshaus entstanden jeweils zwei Wohnhäuser. In den einzelnen Gebäuden entstanden ca. 42. Wohnungen. Außerdem wurden nach und nach in den drei Familienhäusern sowie in der ehemaligen Offiziersspeiseanstalt sowie im Familienhaus 4 insgesamt 140 Wohnungen eingerichtet. Alle anderen Gebäude wurden eingerissen.
  - 30. September 1950: Festlegung des Abschlusstermins für die Kasernenumbauten von der Landesregierung Sachsen.
  - Bis 1990: Verwaltung der Gebäude durch das städtische Wohnungsunternehmen, die sogenannte Gebäudewirtschaft
  - 1996–1998: Bautzener Wohnungsbaugesellschaft lässt die Häuser grundlegend sanieren und modernisieren (Kostenaufwand rund 11,5 Mio. Mark)
  - derzeitige Nutzung: Ehemaliges Stabsgebäude wurde die Forstdirektion Bautzen. Neben den Wohnhäusern wurde auf dem eigentlichen Kasernengelände der Kraftverkehr Bautzen errichtet, der für seine Zwecke entsprechende Werkhallen und Werkstätten baute. Auf dem Terrain befinden sich die Regionalbus Oberlausitz und die Autohandelsgesellschaft Mercedes Benz, Vertreter der Daimler Chrysler.

Bautzener Nachrichten vom 17. Juli 1913: „Zu beiden Seiten des Haupteinganges befindet sich ein Stabshaus mit Wachlokal und 3 Familiengebäude für verheiratete Unteroffiziere, 3 Stock hohe Mannschaftsgebäude. Die artilleristische Sandsteingebilde zieren. Nach hinten anschließend liegen 1 geteiltes Reithaus, sechs langgestreckte Stallgebäude, ein Krankenstall, die Beschlagsschmiede und 3 große Geschütz- bzw. Wagenschuppen. Oberhalb des Reitplatzes der Kaserne, der mit einer Baum-Allee eingefasst ist, liegt die Offizier-Speiseanstalt. Die Mannschaftsgebäude sind an das städtische Wasser- und Elektrizitätswerk angeschlossen. Jedes Geschoss enthält ein für sich abgeschlossenes Revier für eine Batterie mit einer Offizier- und Wachtmeisterwohnung. Die Mannschaftsstuben sind hell und luftig und haben Parkettfußböden. In jeder Etage gibt es Waschräume mit Reihenwaschtischen und Kippwaschbecken aus weißem Porzellan. Die Klosettanlagen haben Wasserspülung und weiße Steingutbecken. Im Kellergeschoss sind Abteilungsküchen, Speisesäle, Marketendereien, die Kesselanlagen und ein Bad untergebracht.“